# تیمیریاکوو
تیمیریاکوو (انگلیسی: Timiryakovo) یک شهرک در شهرستان مچتلینسکی استان باشقیرستان کشور روسیه است.